# 부이트레랍토르

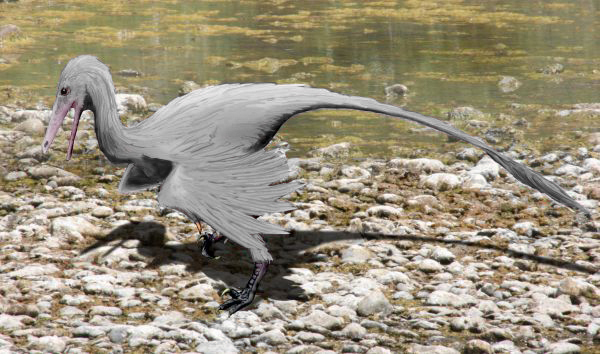

부이트레랍토르(Buitreraptor)는 백악기 후기에 아르헨티나에 서식했던 공룡이다.
아르헨티나 백악기 후기 칸델레로스 층에 살았던 드로마이오사우루스류 공룡의 한 속이다. 부이트레랍토르는 2005년에 기술되었으며 모식종은 Buitreraptor gonzalezorum이다. 수탉만한 크기였고 많은 작은 이빨을 가진 매우 길쭉한 머리를 가지고 있었다.